# 丘庫伊塔區

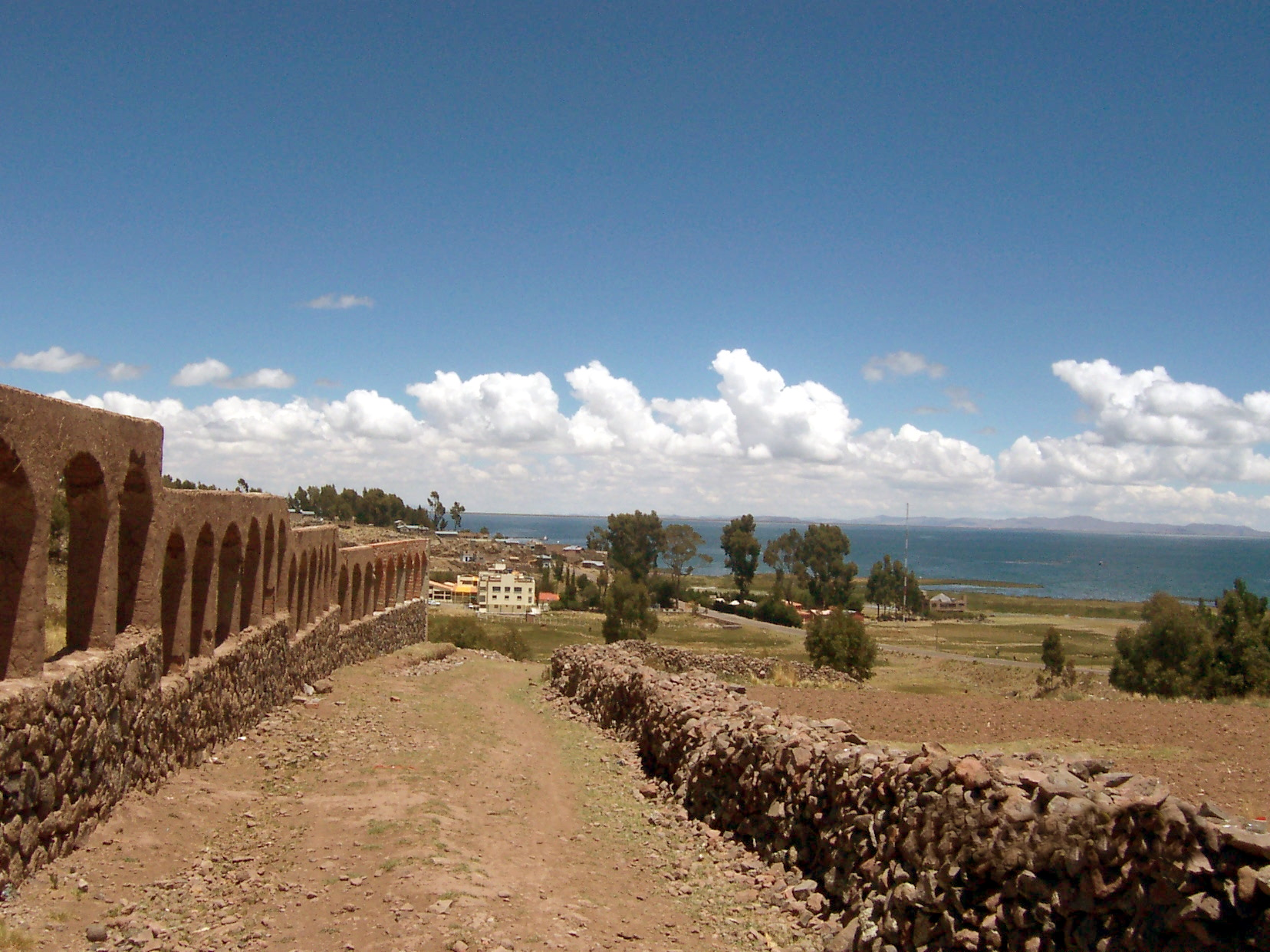

丘庫伊塔區（西班牙語：Distrito de Chucuito），是秘魯的一個區，位於該國東南部普諾大區的普諾省，面積121.18平方公里，海拔高度3,871米，2005年人口9,366，人口密度每平方公里77人。